# Nusantara
Nusantara, officielt kendt som Ibu Kota Nusantara (IKN) er en kommende hovedstad i Indonesien som er ved at blive bygget og som skal erstatte Jakarta som landets hovedstad. Konstruktionen af byen begyndte i 2022 og forventes afsluttet i 2045.
Byen er beliggende på østkysten af øen Borneo, i det som i dag er en del af provinsen Øst-Kalimantan. Det forventes, at byen, når den er færdigbygget, vil have et areal på 2.560 km² med et kuperet landskab, skov og en bugt.
Nusantara forventes at blive etableret som en ny provins ved en opdeling af provinsen Øst-Kalimantan,.